# Lunar Orbital Platform-Gateway
De Lunar Orbital Platform-Gateway (LOP-G), meestal Lunar Gateway genoemd is een internationaal project geleid door NASA. Het project stelt een ruimtestation voor dat in een baan rond de maan zal worden gebracht. Het ruimtestation zal communicatie vanaf de maan onderhouden met de aarde. 
In een later stadium zal er ook een laboratorium en vertrekken voor een kortstondig verblijf aan het ruimtestation worden gekoppeld, tevens zal het station ook ruimte gaan bieden aan robots en rovers. Het ruimtestation zal van energie worden voorzien door middel van zonne-energie. De gateway zal een zeer excentrische elliptische baan over de polen van de maan beschrijven met het perigeum boven de noordpool. Het vlak van deze baan zal haaks op de lijn van de aarde naar de maan zijn. Hierdoor is communicatie met de aarde altijd mogelijk.
In de Gateway zal onderzoek worden verricht naar planeten, astrofysica, aardobservaties, heliofysica, fundamentele ruimtebiologie en het menselijk welzijn. De Gateway zal worden ontwikkeld, onderhouden en gebruikt in samenwerking met commerciële ruimtevaartbedrijven en andere internationale partners van NASA. De Gateway is een eerste stap in het mogelijk maken van langdurige missies naar het oppervlak van de maan, en maakt dan ook deel uit van het Artemisprogramma van NASA. 
Ook zal Lunar Gateway gebruikt kunnen worden door NASA's voorgestelde Deep Space Transport, waarbij in 300-400 dagen een reis naar Mars gemaakt kan worden. Deep Space Transport maakt gebruik van herbruikbare ruimteschepen, zoals Orion. Deze schepen zullen worden aangedreven met elektriciteit en chemische reacties.

## Bouw
Op 23 mei 2019 werd het contract voor de bouw van het Power and Propulsion Element (PPE) toegekend aan Maxar Technologies. Hiermee is het eerste ontwikkelingscontract voor de Lunar Gateway een feit. Het bedrijf wordt hierin bijgestaan door Blue Origin en Draper Corporation. Het PPE functioneert als servicemodule voor de Lunar Gateway en bevat zowel de voortstuwing en besturing als de elektriciteitsvoorziening (zonnepanelen) en communicatieantennes van de Lunar Gateway. 
Het PPE had aanvankelijk eind 2022 met een commerciële draagraket moeten worden gelanceerd. Daarna zou in 2023 de HALO, een mini habitat met aanmeerpoorten waarmee de basisversie van de Gateway klaar gereed zou moeten komen om de bemande Orioncapsules en de maanlanders van Artemis-missies te ontvangen. In februari 2020 werd duidelijk dat de Gateway mogelijk in 2024 nog niet klaar voor gebruik is. Artemis III zal daarom en om de missie minder complex te maken geen gebruik maken van de Lunar Gateway. 
In mei 2020 werd het plan voor de lancering van de Gateway aangepast. Het PPE en de HALO zullen op aarde worden geïntegreerd en gezamenlijk in 2023 op een commerciële heavy-lift-raket worden gelanceerd. Dit verkleint risico’s op het (deels) mislukken van een koppeling in de ruimte. Na activatie van het ruimtestation zal de Lunar Gateway verder worden uitgebreid en geïnternationaliseerd. Op 6 juni 2020 werd het contract voor de bouw van de HALO aan Northrop Grumman Space Systems gegund. Daarmee is 187 miljoen dollar gemoeid. Northrop Grumman zal voor de ontwikkeling van de HALO waar mogelijk technieken uit hun Cygnus-vrachtmodule gebruiken.
Op 10 maart 2022 werd begonnen met het ontwerpen van de Canadarm3 die aan de Lunar Gateway zal komen. Deze volgt de Canadarm (spaceshuttleprogramma) en de Canadarm2 (ISS) op.

## Draagraket
Op 9 februari 2021 werd SpaceX gecontracteerd om deze eerste lancering uit te voeren met een Falcon Heavy. NASA’s toenmalige hoofd-bemanderuimtevaart, Doug Loverro, zei een klein jaar eerder al dat de geplande verlengde neuskegel van de Falcon Heavy daarvoor groot genoeg is. Andere commerciële draagraketten die groot en krachtig genoeg zijn en tegen die tijd beschikbaar zijn (Vulcan en New Glenn) hadden begin 2021 nog niet gevlogen en de Delta IV Heavy die ook over de juiste capaciteiten beschikt werd niet langer voor nieuwe lanceercontracten aangeboden. SpaceX ontvangt 331 miljoen dollar voor de lancering die inmiddels naar 2024 is vertraagd. Over of, en in welke mate, de raket herbruikbaar zal zijn is niets gemeld.

## Bevoorrading
Om de Gateway te bevoorraden laat NASA meerdere commerciële bevoorradingsvoertuigen ontwikkelen. SpaceX werd hiervoor op 27 maart 2020 als eerste gecontracteerd. Zij zullen de Dragon XL, een grotere, niet herbruikbare variant van hun Dragon-ruimtevaartuigen ontwikkelen die meer dan 5000 kilogram vracht kan vervoeren. Deze worden vanaf 2024 met Falcon Heavy-raketten gelanceerd.
De ruimtevaartbedrijven Northrop Grumman Space Systems en Sierra Nevada Corporation zijn anno april 2020 nog in de race voor een bevoorradingscontract. Het voorstel van Boeing Space is inmiddels afgewezen omdat het bedrijf geen toezicht van NASA wilde toestaan ter bescherming van hun intellectuele eigendommen.

## Voorbereidingsmissie CAPSTONE
Op 27 juni van 2022 heeft NASA een kleine maansatelliet genaamd CAPSTONE door Rocket Lab laten lanceren. Deze zal dezelfde baan om de Maan beschrijven als de Gateway om de veronderstelde stabiliteit van die baan aan te tonen en het navigatiesysteem voor de Gateway te testen.

## Trivia
- Anno augustus 2022 onderzoekt NASA nog welk ruimtevaartuig de positionering van de Gateway bestuurt wanneer Starship-HLS er is aangekoppeld. Starship is zo groot dat het mogelijk beter is dat de besturing dan door de systemen van Starship wordt overgenomen.